# Tate Armstrong
Michael Taylor Armstrong, detto Tate (Moultrie, 5 ottobre 1955), è un ex cestista statunitense, professionista nella NBA.

## Carriera
È stato selezionato dai Chicago Bulls al primo giro del Draft NBA 1977 (13ª scelta assoluta).
Con gli Stati Uniti ha disputato i Giochi olimpici di Montréal 1976.